# ماهیان آفتاب‌پرست
ماهیان آفتاب‌پرست (نام علمی: Badidae) نام یک تیره از فراراسته خاربالگان است.